# Antoni Golenia
Antoni Golenia (ur. 19 lipca 1923, zm. w styczniu 1995) – polski fitopatolog i mykolog.

## Życiorys
Absolwent Uniwersytetu Poznańskiego. W latach 1951–1961 był pracownikiem naukowym Państwowego Instytutu Naukowego Leczniczych Surowców Roślinnych, od 1961 w IOR, od 1971 kierownik Pracowni Bakteriologii, od 1987 kierownik Zakładu Fitopatologii Rolnej. Tytuł profesora otrzymał w 1975; specjalność: hodowla sporyszu dla celów farmakologicznych, choroby roślin zielarskich, bakteryjne choroby roślin.
Zmarł w styczniu 1995 i 27 stycznia został pochowany na cmentarzu Junikowo w Poznaniu.